# Marina di Maratea
Marina di Maratea (chiamata dai marateoti solo Marina) è la maggiore frazione comunale di Maratea per estensione superficiale, in provincia di Potenza.

## Geografia fisica

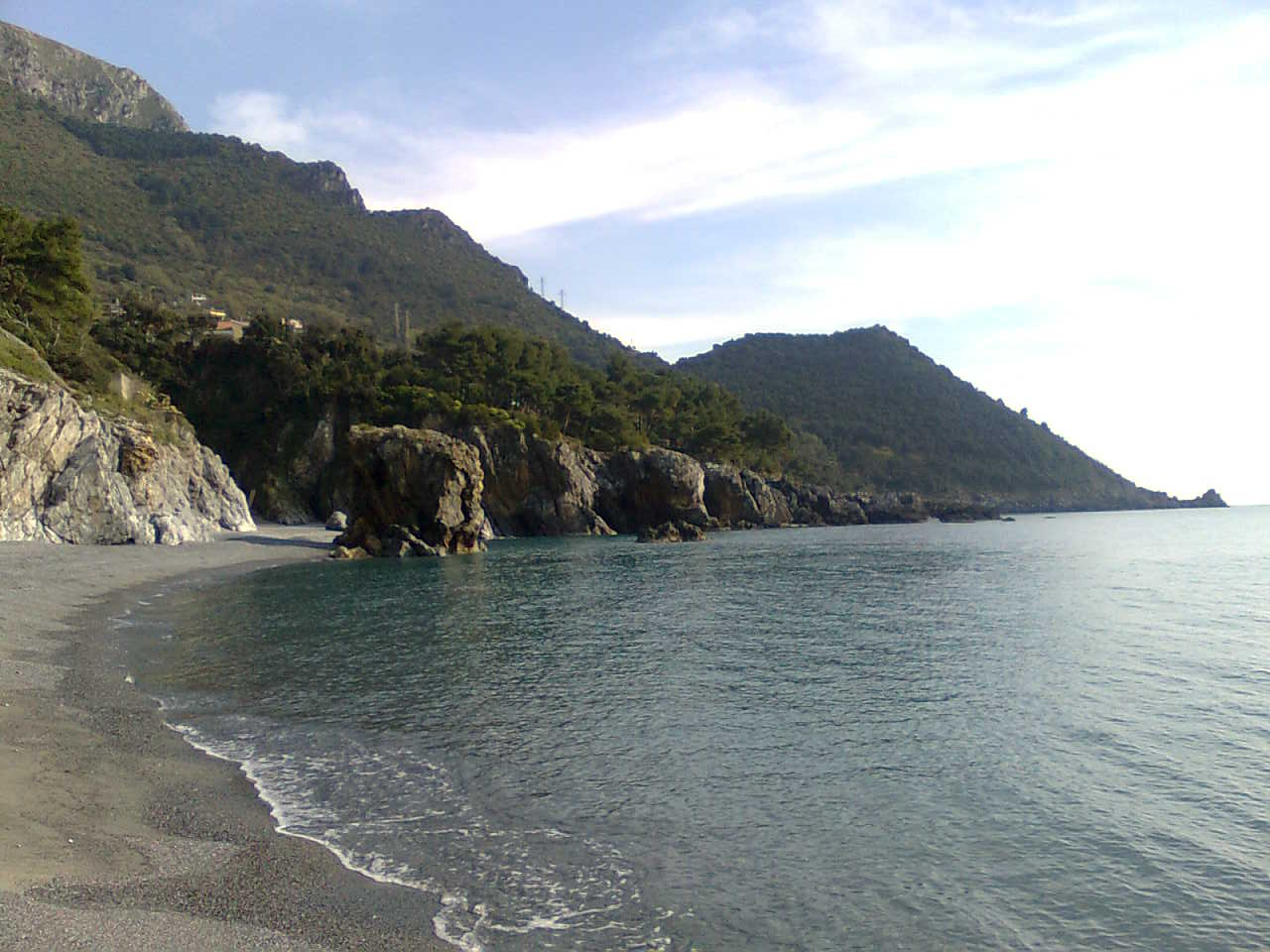
La spiaggia di Santa Teresa.

Marina sorge lungo la costa tirrenica a ridosso del monte Serra alto 723 m., a sud del golfo di Policastro, non lontana dal Cilento (in Campania) e dal confine fra Lucania e Calabria. Dista 5,3 km da Maratea, 5 dalla frazione marateota di Castrocucco, 10 da Praia (CS), 11 da Tortora (CS) e 23 da Sapri (SA).
Di notevole interesse anche Ilicini (in dialetto locale "i piccoli lecci"), un bosco di lecci nani (infatti la salsedine del mare gli impedisce di crescere normalmente) in cui si ammirano splendidi panorami della costa e dove si trovano altre piccole spiagge.

### Le spiagge
- Cala Jannita. (il nome in dialetto locale significa spiaggia dell'isola di Santo Janni) È stata soprannominata la "spiaggia nera" per via della caratteristica colorazione scura della sua sabbia. Al suo lato meridionale si trova l'interessante grotta della Sciabella.
- Ilicini. (il nome significa i piccoli lecci) È un piccolo accenno di spiaggia, molto sassosa. Davanti al bagnasciuga si trova una caratteristica cortina di scogli.
- Calavecchia. (significa spiaggia vecchia). È una sottile striscia di sabbia e sassi in fondo a una parete rocciosa, sormontata da lecci.
- Cala Grande o Cala 'i Don Nicola. È una grande spiaggia incastonata in un tratto di costa roccioso molto caratteristico, con una fitta vegetazione che arriva quasi al mare. Vi si trova il Lido Macarro, famoso stabilimento balneare della costa marateota che spesso tende a prestare il nome alla spiaggi stessa.
- Ricciulillu, L'Abissu, 'Mpedi ‘u Citru. Sono tre piccolissime spiaggette (i cui nome significano la spiaggia dei ricci, l'abisso, spiaggia ai piedi del Cedro). Sono posizionate tra Cala Grande e la spiaggia detta A Scala. Si trovano in una caratteristica conca, piena di scogli e insenature. La prima spiaggetta viene chiamata anche i Setteponti.
- ’A Scàla. (con il senso di spiaggia della scala). Sorge nella zona detta Calaficarra (in italiano spiaggia del fico), toponimo che a volte viene usato per indicare questa spiaggia. È  di piccole dimensioni e sabbiosa. Ai suoi lati insenature e piccole grotte.

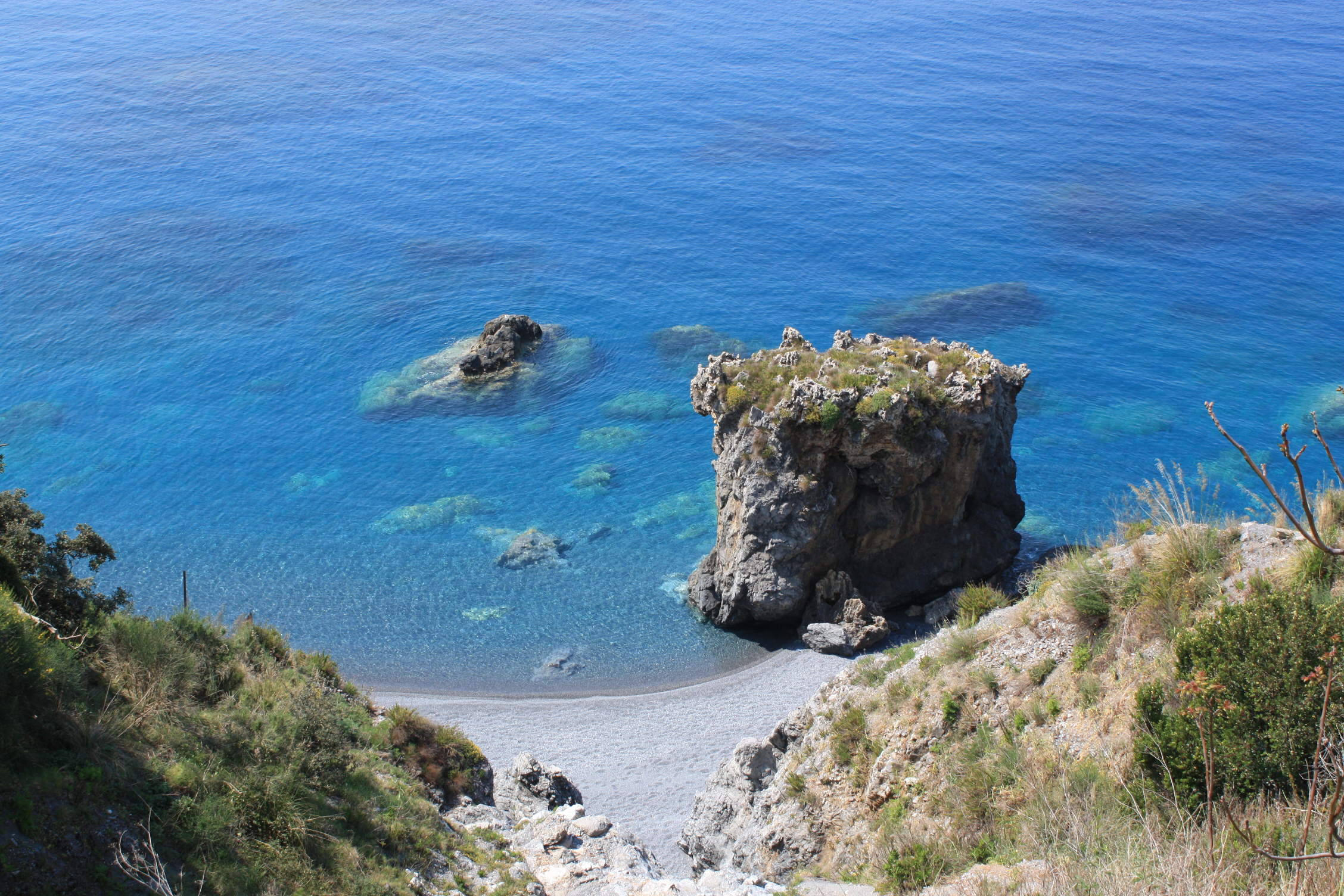
La spiaggia di Santa Teresa a Marina di Maratea

- Santa Teresa. Viene chiamata spiaggia di Marina o Calaficarra. Si trova quasi esattamente sotto la verticale della vetta del monte Serra, è una spiaggia ampia, frazionata in tre parti da speroni rocciosi.
- ’U Porticeddu. (significa il piccolo porto). È una lastra rocciosa che si estende tra due catene di scogli. In passato gli abitanti di Marina la usavano per pescare, per raccogliere il sale e le patelle. Sul suo meridione lato meridionale si può arrivare alla grotta da Judia.

## Storia
L'abitato di Marina nasce in tempi molto recenti: all'inizio del XIX secolo, infatti, la zona dove oggi sorge Marina era quasi completamente ricoperta da lecci, carrubbi e querce, e l'unico segno della mano dell'uomo erano gli ovili e gli stieri dai pastori, che usavano le poche zone non boscose per pascolare.
Alla metà del secolo incominciarono ad apparire le prime abitazioni, costruite sempre dai pastori (che avevano preso l'abitudine di rimanere vicino ai loro pascoli); ma la svolta urbanistica avvenne tra il 1894 e il 1921, quando si individuò a Marina (in quanto uno dei pochi luoghi semi-pianeggianti nel territorio marateota) la sede di un nuovo scalo ferroviario.
Così maggiormente popolata, la Marina degli anni '50 e '60 del XX secolo partecipò alla rinascita economica di Maratea, quando vi si aprì un materassificio e alcuni alberghi, lidi turistici e di una colonia estiva per studenti.

## Monumenti e Luoghi d'Interesse

### Architetture religiose

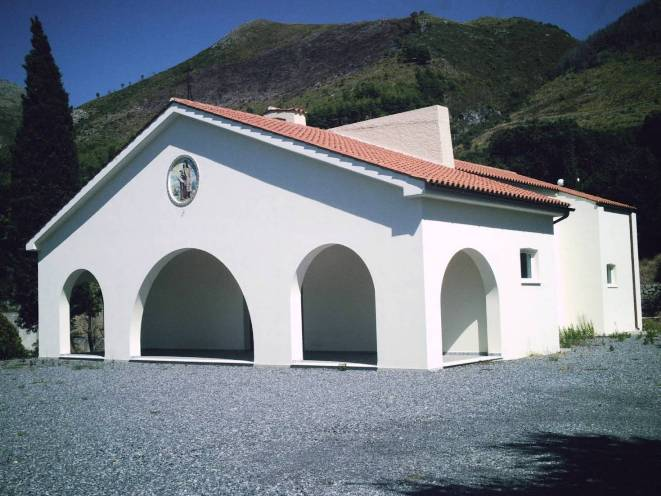
La chiesa di Santa Teresa d'Avila a Marina.

A Marina si trovano la Chiesa di Santa Teresa, la Cappella di San Giuseppe, la Cappella di San Michele e la Cappella di San Bartolomeo. Marina dispone anche di un cimitero, di cui usufruisce anche la frazione Castrocucco.

## Geografia antropica

### Urbanistica
L'abitato di Marina non si presenta come un unico agglomerato urbano, bensì come un gruppo di case sparse. Il nucleo centrale, detto Citrosello (in dialetto locale significa "il piccolo cedro") si trova a strapiombo sul mare; poi vi sono la zona della stazione ferroviaria, oggi chiamata zona Santa Teresa; la zona detta Rovina (la prima a nord dell'abitato, nella discesa sul mare comprende la cooperativa dei pescatori); nei pressi della quale si trovano le Case Gialle, segue la zona del Triolo (dove si trova il cimitero), e, proseguendo a sud, la zona di San Michele, del Vallone Arenara e di San Bartolo (addossato al versante nord del monte Serra).

## Economia

### Turismo

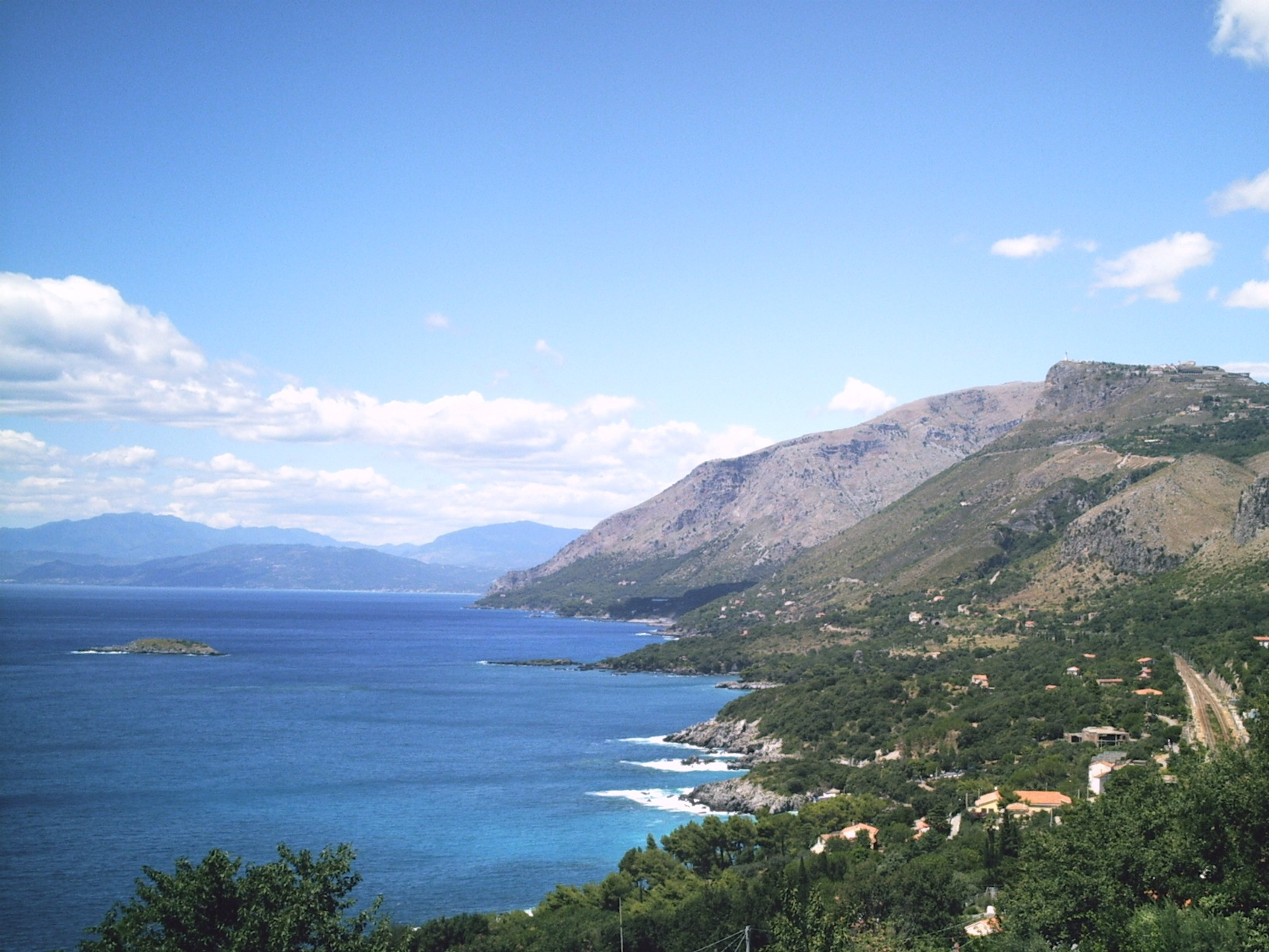
La costa di Maratea vista da Marina.

Marina, così come il capoluogo comunale e le altre frazioni costiere, è, principalmente d'estate, una località turistica balneare con una buona ricettività, caratterizzata da un ambiente naturale ricco di macchia mediterranea. Elevata è la qualità delle acque e delle spiagge, oggetto anche di riconoscimenti quali, negli ultimi anni, quello della Bandiera Blu.
Situata a non grande distanza dai parchi nazionali del Cilento-Vallo di Diano e del Pollino, conta nei suoi pressi il parco naturale di Ilicini. Fra le altre attrazioni turistiche vi sono le grotte della Sciabella e quella delle Meraviglie, nonché la piccola Isola di Santo Janni, a circa 2 km a nord dall'abitato. Inoltre, su un'altura di 101 m. a strapiombo sul mare, sorge la Torre Caina.

## Infrastrutture e trasporti

### Strade
L'abitato di Marina si estende lungo la SS 18 (Tirrenia Inferiore), che da Napoli porta a Reggio Calabria. Quest'importante arteria rappresenta l'unica strada del paese mentre, per quanto riguarda le strade a scorrimento veloce, la più vicina (a Castrocucco) è rappresentata dall'intersezione fra la SS 585 (Fondo Valle del Noce) e la SS 18, laddove quest'ultima prosegue come strada a scorrimento veloce, continuando nella forma strutturale della 585.

### Rete Ferroviaria
Il comune conta, in totale, tre stazioni. Le altre due sono quelle di Maratea, importante per il traffico nazionale, e la fermata di Acquafredda servita da alcune corse regionali.
La stazione di Marina di Maratea si trova sul tracciato di una delle principali linee in Italia, la Ferrovia Tirrenica Meridionale collegante Salerno a Reggio Calabria. La stazione conta su alcune corse di treni regionali e diretti, a cadenza oraria, da/verso Paola, Cosenza, Sapri, Napoli e Salerno.